# جيم جرافيك ستوديو
جيم جرافيك ستوديو (بالإنجليزية: Game Graphic Studio) هو برنامج مصمم ليعمل على الحاسوب ويُستخدم لتعديل الرسومات والبيانات الرسومية في ألعاب الفيديو، فيديو جيمز(video games). خاصةً على منصات مثل: بلاي ستيشن (PlayStation 2. بلاي ستيشن 2).
يستخدم لتعديل الصور والرسوميات في ألعاب الفيديو، خاصة الألعاب القديمة مثل السلسلة المعروفة سابقًا باسم برو إفولوشن سوكر (بالإنجليزية: Pro Evolution Soccer، وتختصر بيس (بالإنجليزية: PES)) وينينغ إليفين (بالإنجليزية: Winning Eleven) حيثً يتيح للمستخدمين تعديل الخلفيات، الشعارات، الأطقم، والقوائم في الألعاب التي تعتمد على محركات رسوميات تلك أللعاب.

## تطوير
تم تطوير جيم جرافيك ستوديو ( Game Graphic Studio) بواسطة مبرمج مستقل يُعرف باسم (Obocaman). البرنامج لم يُصدر بواسطة شركة رسمية كبرى، وإنما هو مشروع فردي أو شبه مستقل تم إطلاقه لمجتمع تعديل الألعاب. أما عن تاريخ الإصدار، فالإصدارات الأولى من البرنامج ظهرت في أوائل الـ2000، مع تحديثات متقطعة حتى النسخة 7.4.0، والتي تُعتبر من آخر الإصدارات المستقرة

## ميزات
استعراض ملفات الرسوميات للألعاب.
   استخراج وتعديل الصور واستبدالها.
   دعم صيغ ملفات متعددة، مثل TIM, TM2, BMP, DDS وغيرها.
   إمكانية معاينة التعديلات قبل تطبيقها على اللعبة.
   يستخدم بشكل شائع في تعديل الألعاب اليابانية أو القديمة التي يصعب الوصول إلى بياناتها الرسومية بسهولة.